# Lgów
Lgów – wieś w Polsce położona w województwie wielkopolskim, w powiecie jarocińskim, w gminie Żerków.
Wieś jest siedzibą sołectwa Lgów, w którego skład wchodzi również miejscowość Gęczew.
Na miejscowym cmentarzu pochowani są m.in. Zbigniew Ostroróg-Gorzeński, Andrzej Gorzeński (fundator pałacu w Śmiełowie) oraz jego syn, Hieronim Gorzeński, który w roku 1831 gościł Adama Mickiewicza w pobliskim Śmiełowie.
We Lgowie urodził się oficer powstania wielkopolskiego - Zbigniew Ostroróg-Gorzeński.
6 stycznia 2012 roku miało miejsce trzęsienie ziemi o sile 4 stopni w skali Mercallego, którego epicentrum znajdowało się we Lgowie.
W latach 1975–1998 miejscowość administracyjnie należała do województwa kaliskiego.
We wsi była stacja kolei wąskotorowej Lgów.

## Zabytki
- kościół filialny p.w. Narodzenia NMP, XVII/XVIII - 651073 kl.IV-73/33/54 z 25.05.1954; 583/A z 22.01.1991

## Kościół
Kościół pw. Narodzenia Najświętszej Marii Panny jest drewnianym kościołem wzniesionym w XVII w., o konstrukcji zrębowej, oszalowany, jednonawowy, orientowany. Do prostokątnej nawy przylega węższe, zamknięte trójboczne prezbiterium z zakrystią od strony północnej. Przy kościele 2 murowane przybudówki: od płd. kruchta, od płn. kaplica grobowa Gorzeńskich z 1 połowy XIX wieku. Dach kościoła kryty gontem, nad nawą barokowa wieżyczka na sygnaturkę z hełmem cebulastym również krytym gontem. Wyposażenie jednolite, manierystyczne z 1 połowy XVII wieku. W ołtarzu głównym, za zasuwą z obrazem św. Mikołaja, znajduje się figura Matki Boskiej z Dzieciątkiem na półksiężycu. Na belce tęczowej znajduje się barokowy krucyfiks z 2 połowy XVII w. 